# Mładen Czerwenjakow
Mładen Petrow Czerwenjakow, bułg. Младен Петров Червеняков (ur. 22 sierpnia 1954 w Sofii) – bułgarski polityk, prawnik i dyplomata, deputowany do Zgromadzenia Narodowego, europoseł VI kadencji (2007), od 1995 do 1997 sprawiedliwości.

## Życiorys
Ukończył studia prawnicze na Uniwersytecie Sofijskim. Od 1980 pracował w prokuraturze, m.in. jako zastępca prokuratora rejonowego w miejscowości Wraca. W latach 90. był urzędnikiem centralnej komisji wyborczej. Od stycznia 1995 do lutego 1997 sprawował urząd ministra sprawiedliwości w rządzie Żana Widenowa.
W 2001 i 2005 wybierany z ramienia Koalicji na rzecz Bułgarii w skład Zgromadzenia Narodowego 39. i 40. kadencji.
Po wejściu Bułgarii do Unii Europejskiej, od 1 stycznia do 5 czerwca 2007, był posłem do Parlamentu Europejskiego. Zasiadał w Grupie Socjalistycznej oraz Komisji Wolności Obywatelskich, Sprawiedliwości i Spraw Wewnętrznych. W 2009 nie uzyskał reelekcji w wyborach krajowych. Powrócił do krajowego parlamentu w 2013, zasiadając w nim do 2014. W tym samym roku mianowany ambasadorem w Czarnogórze, funkcję tę pełnił do 2018. Od 2019 do 2023 był natomiast ambasadorem w Słowenii.